# India International 2010
Die India International 2010 im Badminton fanden vom 21. bis zum 25. Dezember 2010 in Mumbai statt.

## Sieger und Platzierte
| Disziplin    | Gold                                      | Silber                                  | Bronze                                |
| ------------ | ----------------------------------------- | --------------------------------------- | ------------------------------------- |
| Herreneinzel | Alamsyah Yunus                            | Tommy Sugiarto                          | Anup Sridhar                          |
| Herreneinzel | Alamsyah Yunus                            | Tommy Sugiarto                          | Stanislav Pukhov                      |
| Dameneinzel  | P. C. Thulasi                             | Fransisca Ratnasari                     | Trupti Murgunde                       |
| Dameneinzel  | P. C. Thulasi                             | Fransisca Ratnasari                     | Sayali Gokhale                        |
| Herrendoppel | Joko Riyadi Yoga Ukikasah                 | Akshay Dewalkar Arun Vishnu             | Phaisansomsuk Suwat Uttamang Wasapol  |
| Herrendoppel | Joko Riyadi Yoga Ukikasah                 | Akshay Dewalkar Arun Vishnu             | Pranav Chopra Tarun Kona              |
| Damendoppel  | Savitree Amitrapai Nessara Somsri         | Nitchaon Jindapol Pattharaporn Jindapol | Nitya Sosale Shruti Kurien            |
| Damendoppel  | Savitree Amitrapai Nessara Somsri         | Nitchaon Jindapol Pattharaporn Jindapol | Abantika Deka Sampada Sahastrabudhe   |
| Mixed        | Patipat Chalardchaleam Savitree Amitrapai | Arun Vishnu Aparna Balan                | Pranav Chopra Prajakta Sawant         |
| Mixed        | Patipat Chalardchaleam Savitree Amitrapai | Arun Vishnu Aparna Balan                | Nipitphon Puangpuapech Nessara Somsri |